# Kazimierz Król
Kazimierz Król (ur. 25 lutego 1897 w Mniszkowie, zm. 4 maja 1965) – polski polityk, poseł na Sejmu PRL II i III kadencji.

## Życiorys
Uzyskał wykształcenie podstawowe w szkole w Mniszkowie, uzyskał tytuł zawodowy mistrza cukiernika i mistrza pszczelarza z certyfikatem prowadzania stacji hodowli matek pszczelich. W latach 1919–1920 odbywał służbę wojskową w Legionach Polskich i brał udział w wojnie polsko-radzieckiej, w tym w bitwie warszawskiej. Został ciężko ranny pod Radzyminem, z przestrzelonymi gardłem, szczękami i nogami kończy udział w wojnie. W wyniku obrażeń traci zdolność do wykonywania pracy w 70%. W drugiej połowie lat dwudziestych utrzymywał kontakty z Ignacym Solarzem, ówczesnym dyrektorem Wiejskiego Uniwersytetu Ludowego w Szycach w zakresie praktycznej nauki pszczelarstwa. Czynił starania utworzenia podobnej placówki krzewienia oświaty rolniczej w Mniszkowie. Pomocnym sponsorem był właściciel majątku ziemskiego w Mniszkowie Witold Koziełł-Poklewski. Nagła śmierć Poklewskiego kończy plany powstania placówki oświaty rolniczej. Prowadzona stacja hodowli matek pszczelich powoduje powstanie wielu pasiek w rejonie Mniszkowa i Opoczna. W okresie okupacji niemieckiej utrzymywał kontakty przyjacielskie z Dowódcą 25 Pułku Piechoty Armii Krajowej walczącego głównie na ziemi opoczyńskiej majorem Rudolfem Majewskim i właścicielem majątku ziemskiego w Sławnie Tadeuszem Chachulskim, głównie w zakresie niesienia pomocy rannym partyzantom i powstańcom z Warszawy. Po wyzwoleniu zaangażował się w organizowanie spółdzielczości wiejskiej, w wyniku czego poddany został represjom do czasu odwilży październikowej, był pozbawiony renty.
W 1957 i 1961 uzyskiwał mandat posła na Sejm PRL w okręgu Końskie, pozostawał posłem bezpartyjnym. Pracował w Komisji Rolnictwa i Przemysłu Spożywczego, a w trakcie III kadencji także w Komisji Handlu Zagranicznego. Pełnił także mandat radnego przewodniczącego komisji rolnictwa Gromadzkiej Rady Narodowej gromady Mniszków.
Został wybrany wiceprezesem Polskiego Związku Pszczelarskiego.
Spoczywa na cmentarzu w Zajączkowie.